# NGC 2459
NGC 2459 ist ein offener Sternhaufen oder ein Asterismus im Sternbild Kleiner Hund und hat eine Winkelausdehnung von 1,50'. Er wurde am 26. Dezember 1785 von Wilhelm Herschel entdeckt.